# Alright (Kendrick Lamar)
Alright è un singolo del rapper statunitense Kendrick Lamar, pubblicato il 30 giugno 2015 come quarto estratto dal terzo album in studio To Pimp a Butterfly.
Ricevette quattro nomination ai Grammy Award 2016, vincendo i premi per la miglior canzone rap e per la miglior interpretazione rap. La traccia tratta un tema sociale importante, venendo etichettata dai media come «il moderno Inno Nazionale Nero». Nel 2024 è stata eletta da Spotify come miglior canzone dell'era digitale.

## Descrizione
Pubblicato il 30 giugno 2015, Alright è prodotto da Pharrell Williams, Souwave e Michael Kuhle.

## Video musicale
Il video musicale è stato pubblicato su YouTube in concomitanza con il singolo. Diretto da Colin Tilley e dai The Little Homies, il videoclip è stato girato completamente in bianco e nero nell'isola artificiale Treasure Island (a San Francisco) e a Los Angeles. Sia all'inizio che alla fine del video della durata di 7 minuti, Lamar recita un monologo.

## Accoglienza
La critica ha elogiato il brano: Pitchfork, Consequence of Sound e il New York Times lo inseriscono al primo posto nelle rispettive classifiche delle migliori canzoni dell'anno.

## Premi e riconoscimenti
| Anno | Nomina                  | Premio                               | Risultato       |
| ---- | ----------------------- | ------------------------------------ | --------------- |
| 2015 | MTV Video Music Awards  | Video dell'anno                      | Candidato/a     |
| 2015 | MTV Video Music Awards  | Miglior video di un artista maschile | Candidato/a     |
| 2015 | MTV Video Music Awards  | Miglior video hip-hop                | Candidato/a     |
| 2015 | MTV Video Music Awards  | Miglior regia                        | Vincitore/trice |
| 2015 | BET Hip Hop Awards      | Miglior video hip-hop                | Vincitore/trice |
| 2015 | BET Hip Hop Awards      | Impact Track                         | Vincitore/trice |
| 2015 | BET Hip Hop Awards      | Traccia dell'anno                    | Candidato/a     |
| 2015 | MTV Europe Music Awards | Miglior video                        | Candidato/a     |
| 2015 | Soul Train Music Awards | Miglior video dell'anno              | Candidato/a     |
| 2015 | Soul Train Music Awards | Rhythm & Bars Award                  | Vincitore/trice |
| 2016 | Grammy Awards           | Canzone dell'anno                    | Candidato/a     |
| 2016 | Grammy Awards           | Miglior interpretazione rap          | Vincitore/trice |
| 2016 | Grammy Awards           | Miglior canzone rap                  | Vincitore/trice |
| 2016 | Grammy Awards           | Miglior videoclip                    | Candidato/a     |
| 2016 | BET Awards              | Video dell'anno                      | Candidato/a     |

## Successo commerciale
Billboard inserisce il singolo in due diverse classifiche del 2015, prima all'ottavo posto, poi al terzo. Nel sondaggio dei critici di fine anno Pazz & Jop della rivista The Village Voice, Alright risulta come quarto miglior singolo del 2015. L'autore Glenn Gamboa di Newsday nomina il singolo miglior canzone dell'anno.

## Classifiche
| Classifica (2015)         | Posizione massima |
| ------------------------- | ----------------- |
| Belgio (Fiandre)          | 27                |
| Regno Unito               | 109               |
| Regno Unito (R&B)         | 20                |
| Stati Uniti               | 81                |
| Stati Uniti (R&B/Hip-Hop) | 24                |
| Stati Uniti (Rap Songs)   | 14                |
| US Rap Streaming Songs    | 19                |